# Parroquia Santa Rita de Casia (Ciudad de México)

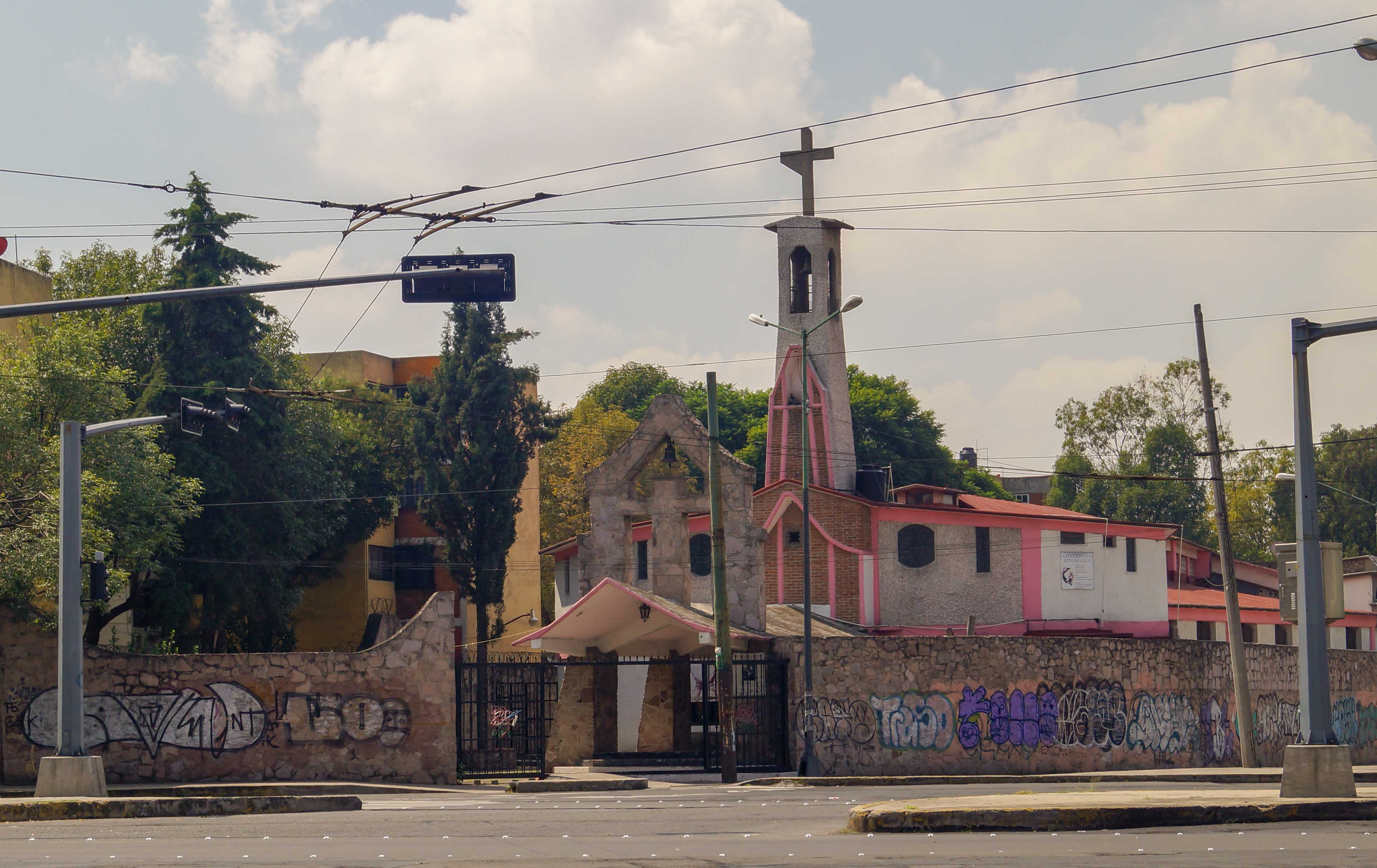
Parroquia Santa Rita de Casia (Ciudad de México)

La parroquia Santa Rita de Casia es un templo católico ubicado en la colonia Villa de Cortés, en la alcaldía Benito Juárez, en la Ciudad de México. La construcción del edificio estuvo a cargo del Ingeniero Francisco González Ávila y finalizó en 1965. 

La diseño arquitectónico es de tipo modernista y en su interior los elementos decorativos se inspiran en el estilo barroco.

El templo está consagrado a Santa Rita de Casia.

## Características
La fachada muestra una estructura sencilla y modernista compuesta por 2 campanarios y 3 puertas, culminadas en arcos de medio punto de madera. El interior presenta espacios de doble altura, frescos, vitrales y decoraciones inspirados en el estilo barroco con imágenes de santos agustinos, orden católica cuyos religiosos están a cargo de la iglesia. En el altar principal se observa un retablo con la imagen de Santa Rita de Casia, patrona de la iglesia, que fuera traído de Italia hacia el año 1950.

La influencia del barroco se aprecia en los murales que narran la pasión de Cristo, las pinturas alegóricas en las bóvedas principales y cúpulas y en los vitrales que permiten el acceso de la luz natural.